# Dwight's Speech
"Dwight's Speech" é o décimo sétimo episódio da segunda temporada da série de televisão estadunidense The Office, o vigésimo terceiro no geral. Escrito por Paul Lieberstein e dirigido por Charles McDougall, foi ao ar pela primeira vez em 2 de março de 2006 nos Estados Unidos, pela NBC.
A série retrata a vida cotidiana dos funcionários na filial da empresa de papel Dunder Mifflin em Scranton. Nesse episódio, Michael Scott (Steve Carell) ajuda Dwight Schrute (Rainn Wilson) com um discurso importante que ele fará. Enquanto isso, Jim Halpert (John Krasinski) planeja viajar para evitar o casamento de Pam Beesly (Jenna Fischer).
O discurso de Dwight contou com mais de 500 figurantes, uma ocorrência incomum para a série, e grande parte foi baseado em falas reais do ditador fascista italiano Benito Mussolini. O episódio recebeu avaliações amplamente positivas dos críticos de televisão e foi assistido por 8,4 milhões de espectadores.

## Sinopse
Dwight Schrute é nomeado vendedor do ano do Nordeste da Pensilvânia e está indeciso sobre o discurso que deve fazer no Hotel Radisson. Michael Scott, que já venceu a premiação em dois anos consecutivos, tenta ajudá-lo sem sucesso, mas antes de partir, Jim Halpert mente que estudou oratória e faz algumas sugestões. Sem que Dwight saiba, todas as falas sugeridas são de ditadores, incluindo o líder fascista italiano Benito Mussolini. Enquanto isso, Pam Beesly começa a organizar convites para seu casamento. Kelly Kapoor, que está ajudando, fala como sonha com sua cerimônia e questiona se Ryan Howard também pretende se casar. Ele responde que não quer uma relação conjugal, deixando-a chateada. Pam o aconselha a levar em consideração os sentimentos de Kelly, mas ele desdém.
Incomodado com os preparos de Pam para o casamento, Jim faz planos para viajar, mas tem dificuldade em decidir um destino. Já os outros funcionários sutilmente duelam pela temperatura no termostato. No evento, Dwight é anunciado, fica com medo e em seu lugar Michael sobe ao palco, contando várias piadas inapropriadas e sendo ignorado pela plateia. Após criar coragem, ele inicia seu discurso e, seguindo o conselho de Jim, conquista a multidão com falas autoritárias. O gerente regional deixa o local e depois entretém Dwight no bar com suas histórias. No fim, Jim diz a Pam que irá para a Austrália e perderá o casamento dela como resultado.

## Produção
"Dwight's Speech" foi dirigido por Charles McDougall, tornando-se sua segunda vez nessa ocupação após "Christmas Party". O episódio foi escrito por Paul Lieberstein, que interpreta o chefe dos recursos humanos Toby Flenderson. Ele revelou posteriormente que Jim nunca faria uma viagem para a Austrália, observando que "a coisa toda com Pam o pegou de surpresa, ele foi transferido e não estava realmente a fim de férias. A menos, é claro, que encontremos uma boa piada".
Quando Dwight está na sala de Michael, Pam pode ser vista ao fundo conversando com Meredith. De acordo com a atriz Jenna Fischer, ela e Kate Flannery permaneceram nas personagens e não realizaram conversas banais. Embora não tenham sido gravados, os diálogos foram específicos sobre o escritório. Em uma publicação para o TV Guide, Fischer revelou várias das falas, que variaram de discussões sobre o acúmulo de recibos datados de 2001, a mudança para códigos totalmente numéricos em 2004 e o problema com o novo programa de computador que não aceita caracteres alfabéticos presentes nos registros anteriores.
O discurso contou com mais de 500 figurantes, o que era incomum em The Office, e foi uma tarefa árdua para a equipe de organização. O DVD da segunda temporada contém vários trechos deletados desse episódio. Momentos notáveis incluem Dwight chegando ao trabalho usando óculos escuros, tendo suas habilidades criticadas por Michael e tentando contar outra história para o escritório, Ryan trazendo selos incorretos para os convites de casamento de Pam e uma cena estendida do discurso vergonhoso do gerente regional.